# Ваганово (Промишленнівський округ)
Вага́ново (рос. Ваганово) — село у складі Промишленнівського округу Кемеровської області, Росія.

## Населення
Населення — 1507 осіб (2010; 1570 у 2002).
Національний склад (станом на 2002 рік):
- росіяни — 96 %